# Efferia cana
Efferia cana är en tvåvingeart som först beskrevs av James Stewart Hine 1916.  Efferia cana ingår i släktet Efferia och familjen rovflugor. Inga underarter finns listade i Catalogue of Life.